# Geografia della Repubblica Ceca
La Repubblica Ceca presenta un paesaggio abbastanza variegato: la Boemia, nell'ovest del Paese, consiste in un bacino percorso dai fiumi Elba e Vltava, circondato per la maggior parte da basse montagne come i Sudeti, dove si trova anche il punto più alto della nazione, il Sněžka a 1.602 m. La Moravia, che costituisce la parte orientale della Repubblica Ceca, è una regione collinosa, percorsa principalmente dal fiume Morava, ma comprende anche la sorgente dell'Oder. Le acque della Repubblica Ceca, che non ha sbocco sul mare, scorrono in tre differenti mari: il Mare del Nord, il Mar Baltico e il Mar Nero. La Repubblica Ceca possiede anche 30.000 m² di zona extraterritoriale, denominata Moldauhafen, situata in mezzo ai porti di Amburgo, che fu concessa alla Cecoslovacchia con l'articolo 363 del Trattato di Versailles per permettere al Paese, senza sbocco al mare, di avere un luogo dove poter trasferire le merci di provenienza o di destinazione verso lo Stato. Questo territorio tornerà all'amministrazione della Germania nel 2028.
Posizione: Europa centrale, a sud-est della Germania

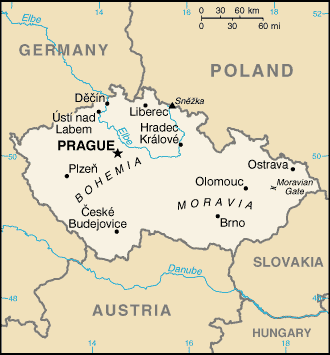
Carta della Repubblica Ceca

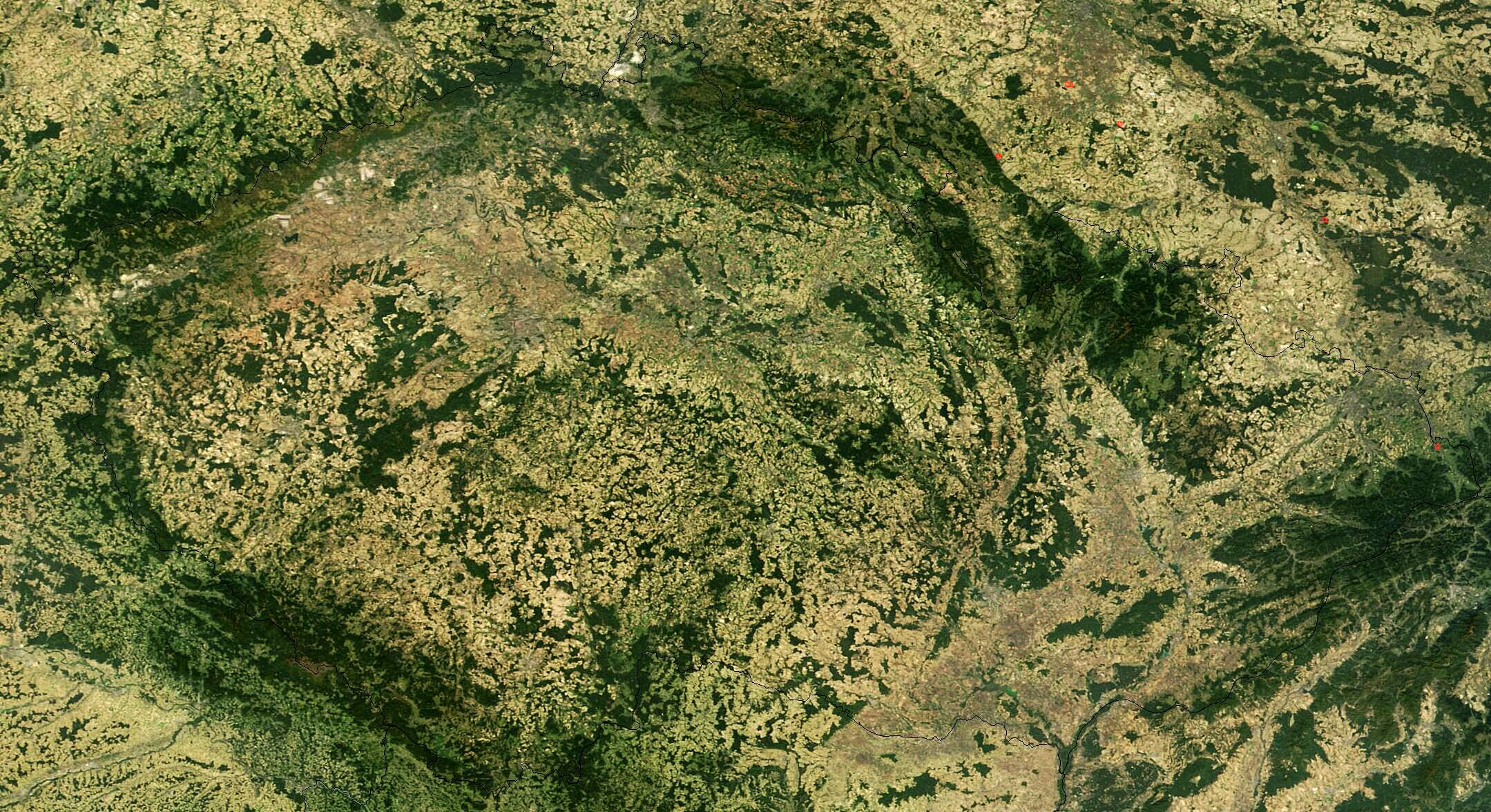
Immagine satellitare

Coordinate geografiche: 49°45′N 15°30′E
Area:
Totale: 78.866 km²
Terra: 77.276 km²
Acque: 1.590 km²
Confini:
Totale: 1.883 km
Paesi confinanti: Austria 362 km, Germania 646 km, Polonia 658 km, Slovacchia 215 km
Coste: 0 km (senza sbocco al mare)
Clima: Continentale temperato; estati calde, inverni freddi e nuvolosi.
Terreno: La Boemia ad ovest consiste di pianure e colline circondate da basse montagne, la Moravia ad est consiste di una zona collinare.
Altitudini estreme:
Punto più basso: Fiume Elba 115 m
Punto più alto: Sněžka 1.602 m
Risorse naturali: carbone, grafite, legname
Uso delle terre:
Terre arabili: 41%
Raccolti permanenti: 2%
Pascoli permanenti: 11%
Foreste: 34%
Altro: 12% (1993)
Terre irrigate: 240 km² (1993)
Disastri naturali: Inondazioni